# Terellia plagiata
Terellia plagiata
 es una especie de insecto del género Terellia de la familia Tephritidae del orden Diptera. 
Anders Gustav Dahlbom la describió científicamente por primera vez en el año 1850.